# Gojáin
Gojáin (en euskera y oficialmente Goiain) es un concejo del municipio de Villarreal de Álava, en la provincia de Álava, País Vasco (España).

## Historia
Hacia mediados del siglo XIX, el lugar, ya por entonces perteneciente a Villarreal, tenía contabilizada una población de 37 habitantes. Aparece descrito en el octavo volumen del Diccionario geográfico-estadístico-histórico de España y sus posesiones de Ultramar de Pascual Madoz con las siguientes palabras:

GOJAIN: l. del ayunt. de Villareal, prov. de Alava, part. jud. de Vitoria (2 leg.), c. g. de las Provincias Vascongadas, aud. terr. de Burgos (19), dióc. de Calahorra (20): sit. al pie del monte Gojanibaso, con clima frio y saludable: tiene 8 casas; igl. parr. (La Asuncion) servida por un beneficiado del cabildo de Villareal, de donde es aneja; cementerio y una fuente de aguas potables. El térm. se estiende 1/2 leg. de N. á S., y lo mismo de E. á O.; confina N. Villareal; E. Urbina; S. el monte y terr. comun del distr. municipal, y O. Urrunaga. El terreno es de mediana calidad: el monte cria robles, pero quedó muy destruido con la ultima guerra. Los caminos son carretiles y se hallan en mediano estado. El correo se recibe de Villareal. prod.: trigo, cebada, avena, maiz, alubias, habas, lentejas y otras legumbres semejantes: mantiene ganado vacuno, caballar, lanar y cabrio; hay caza de perdices y liebres. pobl.: 9 vec., 37 alm. contr. con su ayunt. (V.)
(Madoz, 1847, pp. 433-434)

## Demografía
En 2022, tenía empadronados veintiún habitantes.
| Gráfica de evolución demográfica de Gojáin entre 2000 y 2017 |
|                                                              |
| Población de derecho según los censos de población del INE.  |

## Patrimonio
Quedan en el concejo los restos de una iglesia de Santa Ana, que fue la parroquial.